# Franz Anton Schneider

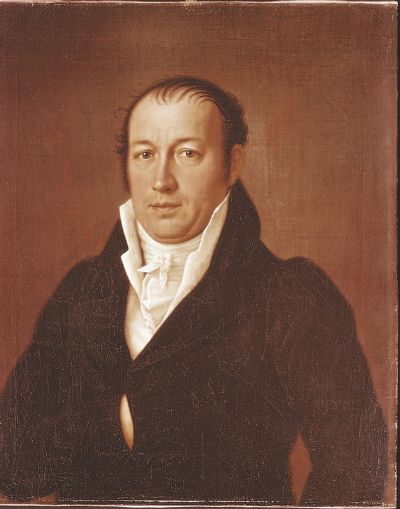
Anton Schneider (Ölgemälde eines unbekannten Künstlers aus dem Jahr 1809)

Franz Anton Schneider, zumeist nur Anton Schneider, (* 13. Oktober 1777 in Untertrogen, Weiler-Simmerberg; † 16. Juli 1820 in Fideris, Graubünden) war ein österreichischer Rechtsanwalt, Freiheitskämpfer und 1809 Oberbefehlshaber der Vorarlberger Volkserhebung 1809.

## Leben
Der Sohn des Wundarztes Alexander Schneider kam in Untertrogen, einer heute im Markt Weiler-Simmerberg liegenden Siedlung, zur Welt. Sie gehörte damals politisch zum Gericht Kellhöfe-Altenburg und damit zu Vorarlberg (Österreich). Er besuchte das Gymnasium in Feldkirch und schloss es mit einer überdurchschnittlich guten Matura ab. Anton Schneider studierte Philosophie und Recht an der Universität Innsbruck, unterbrach aber sein Studium zwei Mal (1796 und 1799), weil er sich am bewaffneten Widerstand gegen französische Truppen beteiligte. In diesem Zusammenhang zeichnete man ihn bei der Verteidigung von Feldkirch für sein Geschick und seine Tapferkeit aus und beförderte ihn zum Fähnrich. 1800 erhielt er seine Promotion an der Universität von Innsbruck.

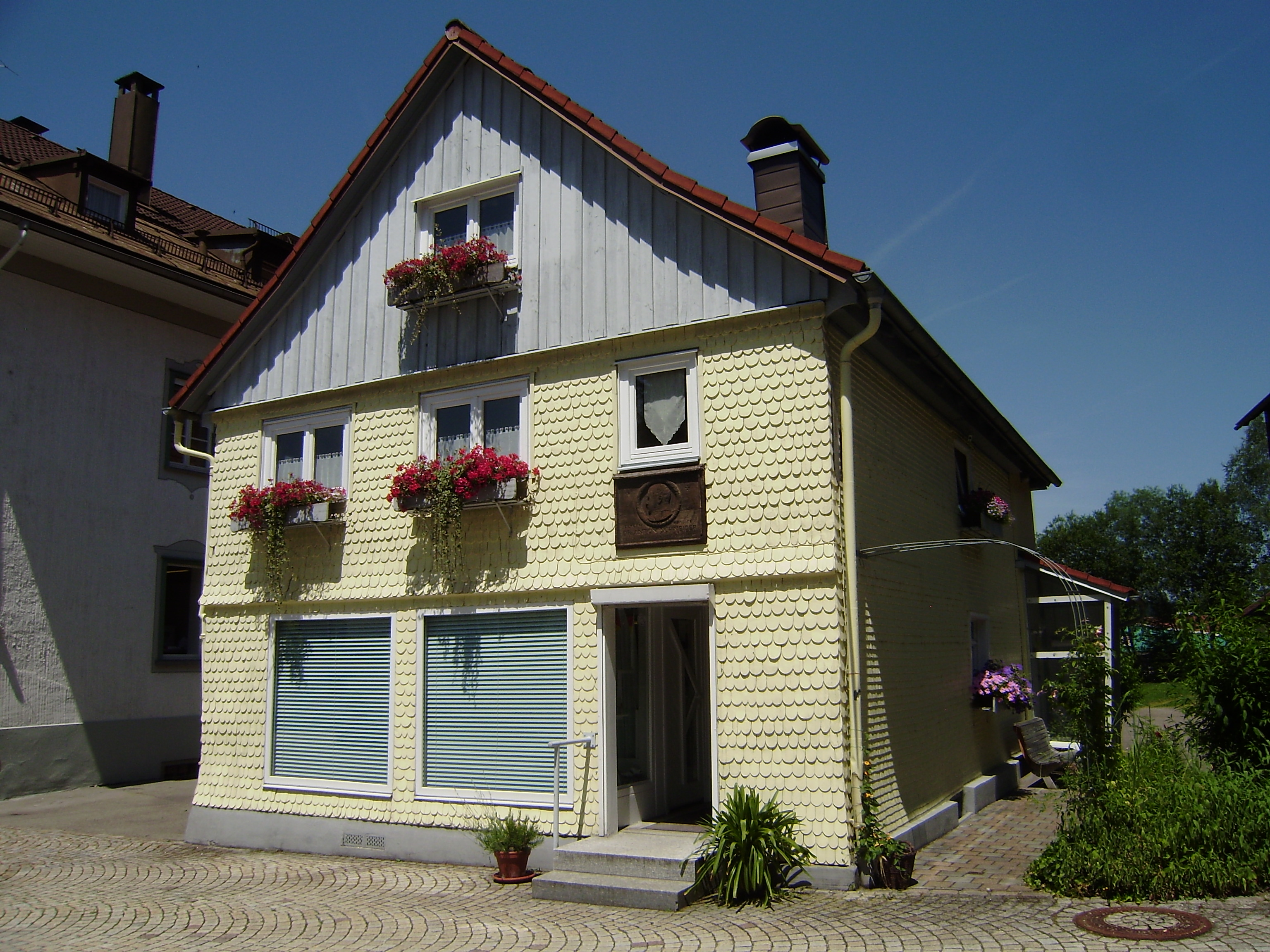
Elternhaus in Weiler

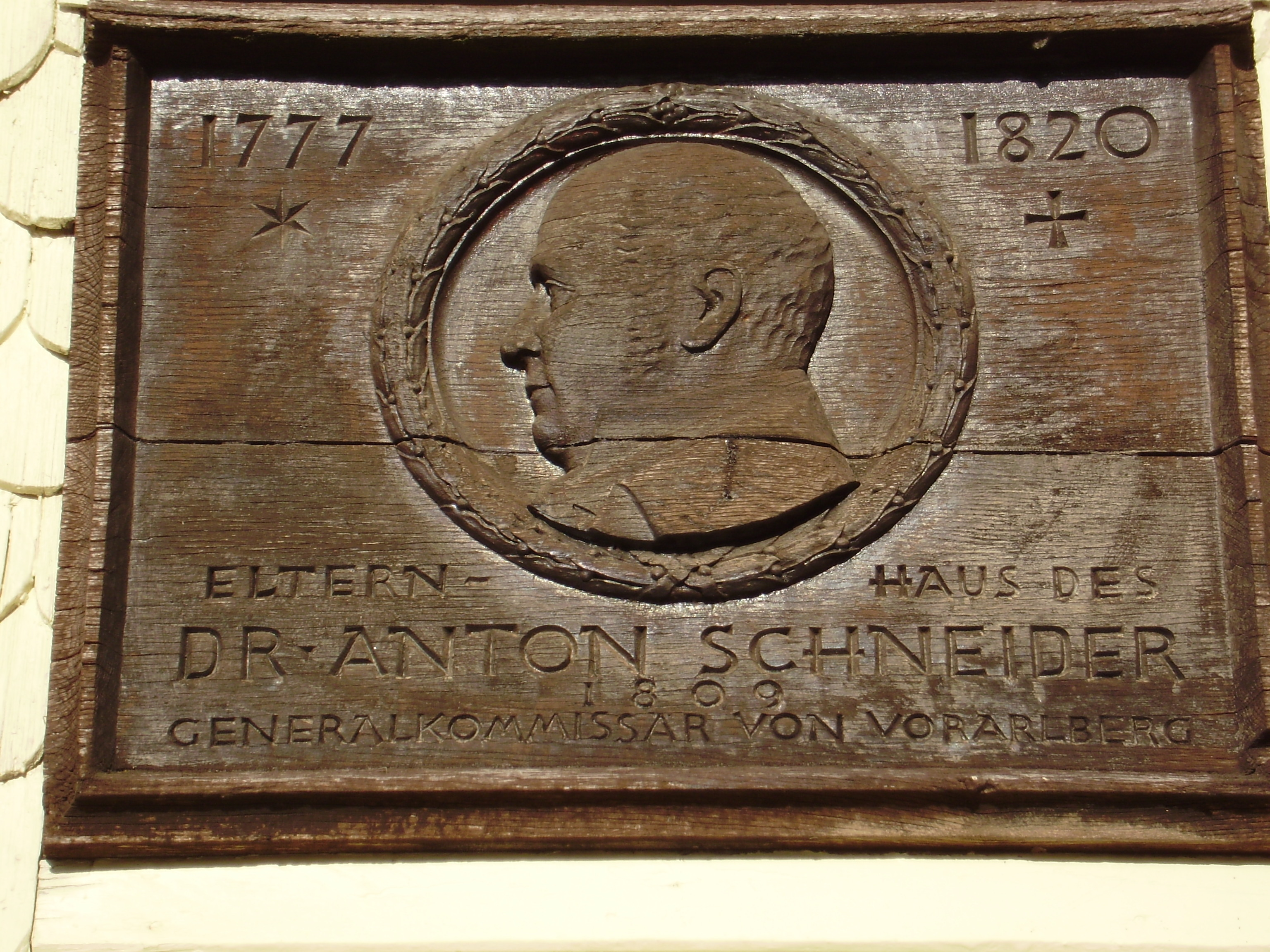
Erinnerungstafel

1802 begann Schneider seine praktische Tätigkeit in der Kanzlei des österreichischen Patrioten und Rechtsanwalts Dr. Ganahl in Dornbirn. Nach einer Zwischentätigkeit in Memmingen eröffnete er in Bregenz eine eigene Praxis. Inzwischen zum Hauptmann des Landsturms ernannt, heiratete er 1808 die Tochter des Bregenzer Bürgermeisters und Bäckers Klausner.
Als österreichischer Patriot unterstützte Anton Schneider alle Bemühungen, die Annexion und Besetzung des Landes durch Bayern rückgängig zu machen. Unter dem Einfluss des Geistes der Aufklärung hatten für ihn Werte wie Toleranz, Humanität, Gleichbehandlung aller Bürger und Kampf gegen Ungerechtigkeit einen hohen Stellenwert. Wegen dieser für einen Revolutionär untypischen Eigenschaften, seiner Besonnenheit bis hin zur späteren Kapitulation in aussichtsloser Lage bezeichneten ihn radikale Zeitgenossen unberechtigterweise als Verräter.
In der ersten Phase der Vorarlbergischen Volkserhebung blieb Schneider noch im Hintergrund. Er verteidigte erfolgreich den Bregenzer Amtsrichter Moz und später den Amtsrichter Beer aus Weiler.

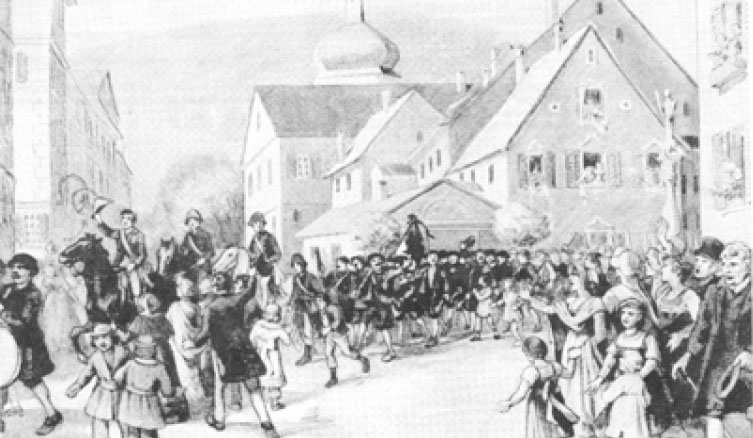
Einmarsch der Vorarlberger Schützen in Bregenz (1809)

Anfang Juni 1809 wurde er durch die Tiroler Landesregierung mit einem Schlag (Ernennung zum Landeskommissär mit militärischem und zivilem Oberbefehl) zum verantwortlichen Führer der Aufstandsbewegung bestimmt. Er leitete die Kämpfe der aufständischen Vorarlberger gegen die bayerisch-württembergisch-französischen Truppen.
Die militärische Entwicklung entschied sich jedoch in Schlachten außerhalb Vorarlbergs. Die Freiheitsbewegung kam zum Stillstand. Nach der österreichischen Niederlage in der Schlacht bei Wagram entschied sich Schneider zur Kapitulation und begab sich in württembergische Gefangenschaft. Er entging so der von Napoleon (wie bei Andreas Hofer) geforderten Hinrichtung. Prinz Paul von Württemberg brachte ihn auf den Hohenasperg. Von da kam Schneider in bayerische Haftanstalten. In dem gegen ihn eröffneten Prozess brachte er seine Ankläger durch seine detaillierten Kenntnisse über die Korruption in der bayerischen Beamtenschaft derart in Schwierigkeiten, dass man das Verfahren in nichtöffentlichen Sitzungen zu Ende brachte.
Anton Schneider kam mit strengen Auflagen für seinen weiteren Aufenthaltsort wieder frei. Nach der allgemeinen Amnestie am 1. Oktober 1810 wurde er an das Appellationsgericht nach Wien versetzt. Dort ließ er sich von seinem früheren Mentor Erzherzog Johann zur Mitarbeit am Aufstandskomplott von Joseph von Hormayrs Alpenbund verleiten. Als Außenminister Metternich  vom geplanten Aufstand erfuhr, wurden Hormayr und Schneider 1813 verhaftet. Erzherzog Johann durfte Tirol nicht mehr betreten. Schneider kam auf Festung Spielberg bei Brünn in Haft und wurde am 6. April 1814 schwer erkrankt entlassen.

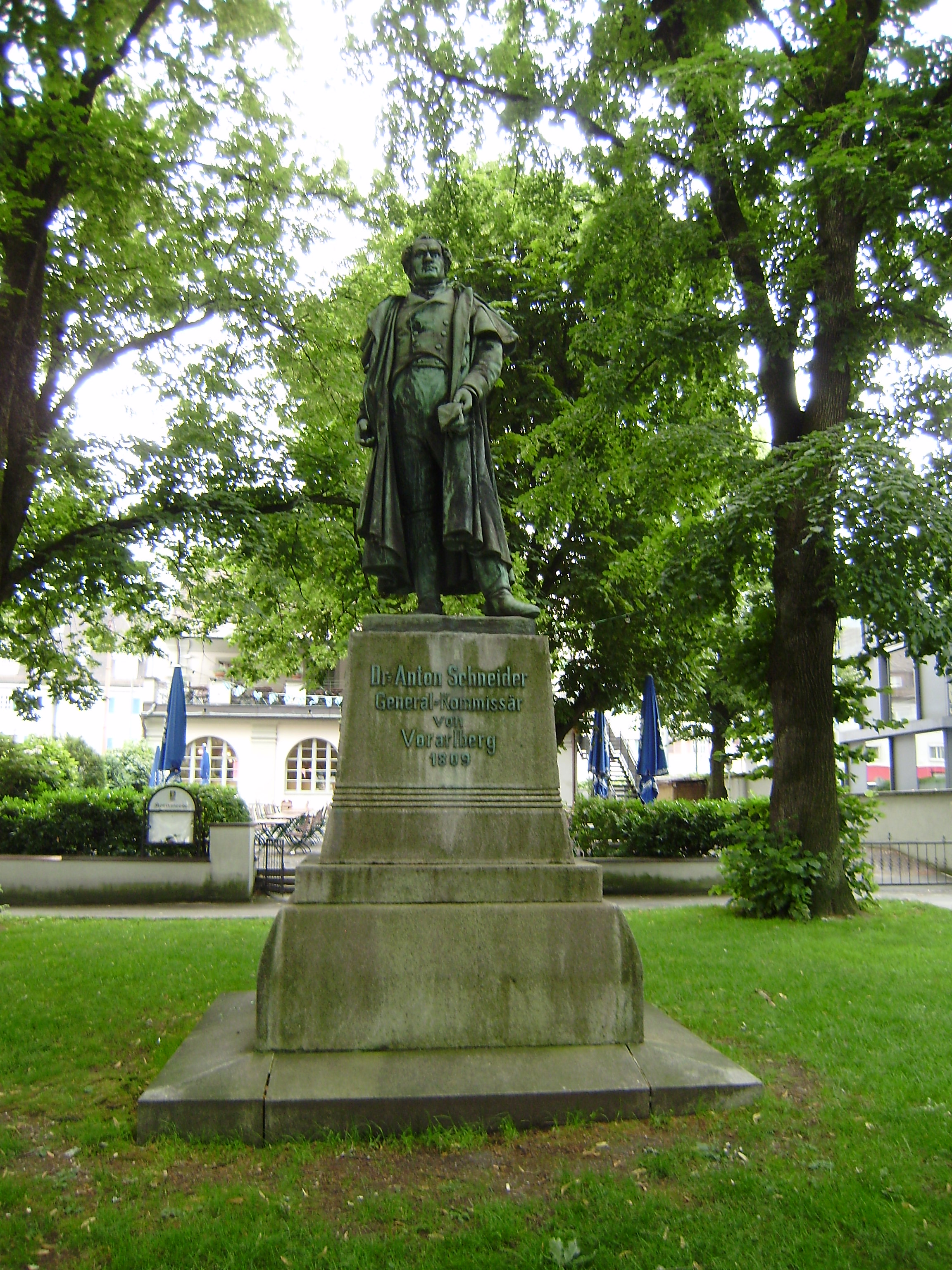
Denkmal in Bregenz (Vbg)

Die Rückgliederung Vorarlbergs an Österreich (allerdings ohne das Westallgäu, seine Heimat) konnte Schneider noch erleben. Er verstarb unerwartet (erst 42-jährig) während eines Kuraufenthaltes 1820 in Fideris/Graubünden.